# 井原潤次郎
井原 潤次郎（いはら じゅんじろう、1895年（明治28年）10月14日 - 1971年（昭和46年）8月29日）は、大日本帝国陸軍軍人。最終階級は陸軍中将。

## 経歴
1895年（明治28年）に佐賀県で生まれた。陸軍士官学校第28期、陸軍大学校第39期卒業。1937年（昭和12年）に朝鮮軍参謀に就任し、1938年（昭和13年）には陸軍砲兵大佐に進級した。1939年（昭和14年）に野戦重砲兵第9連隊長を経て、1940年（昭和15年）に第12師団参謀長に就任。
1941年（昭和16年）に陸軍少将に進級し、1942年（昭和17年）に朝鮮軍参謀長に就任。1945年（昭和20年）2月1日に第17方面軍参謀長兼朝鮮軍管区参謀長に転じ、同年3月1日に陸軍中将に進級した。9月9日、朝鮮総督府で挙行された降伏調印式に出席。
1947年（昭和22年）11月28日、公職追放仮指定を受けた。

## 栄典
- 1943年（昭和18年）10月9日 - 勲二等瑞宝章[4]